# Brooten
Brooten är en ort i Pope County, och Stearns County, i Minnesota. Vid 2010 års folkräkning hade Brooten 743 invånare.